# Acetylklorid
Acetylklorid är ett derivat av ättiksyra och är den enklaste syrakloriden. Den har formeln CH3COCl.

## Egenskaper
Acetylklorid hydrolyseras häftigt vid kontakt med vatten och bildar ättiksyra (CH3COOH) och saltsyra (HCl). Vid kontakt med vattenånga bildas en vit rök av syra löst små vattendroppar.
{\displaystyle {\rm {CH_{3}COCl+H_{2}O\rightarrow CH_{3}COOH+HCl}}}

## Framställning
Acetylklorid kan framställas av ättiksyra (CH3COOH) och tionylklorid (SOCl2).
{\displaystyle {\rm {CH_{3}COOH+OSCl_{2}\rightarrow CH_{3}COCl+SO_{2}+HCl}}}

## Användning
Acetylklorid används ofta vid Friedel-Crafts-acylering där acetylgruppen binds till en kolvätemolekyl med aluminiumklorid som katalysator.